# Nik Jurišić
Nik Jurišić (Zagabria, 6 luglio 1988) è un rugbista a 15 croato, che milita come mediano d'apertura nel Mladost.
È il capitano della Nazionale croata. Con la nazionale esordì il 27 ottobre 2007 in una partita vinta di misura contro la Polonia del campionato europeo.

## Biografia
Nato nella capitale croata iniziò a giocare a rugby a 11 anni e crebbe nelle giovanili del HARK Mladost, squadra in cui milita tuttora. 
Con la squadra di Zagabria milita dal 1999 ad oggi, eccezion fatta per il 2013 e il 2014 anni in cui si trasferì ad Auckland prima, e in Scozia poi per poter continuare la sua formazione rugbistica. Dopo aver vinto per ben due volte la Coppa di Croazia è riuscito a vincere il primo campionato della storia del club dopo quello jugoslavo vinto nel 1958, fermando con il risultato di 26 a 18 il 18º trionfo consecutivo del RK Nada.
Nella stagione 2018-19 come miglior marcatore, con ben 53 punti messi a segno, è riuscito a vincere la Regional Rugby Championship con la Zagrebački Ragbi Savez, squadra formatasi ad hoc per disputare la competizione in sostituzione di tutte le altre squadre zagabresi.
Nel 2007, a 18 anni, esordì come apertura nel suo primo match con la maglia della Croazia, a Gdynia contro la Polonia.
Dopo l'infortunio di Tonći Buzov è diventato in sostituzione capitano della nazionale.

## Palmarès
- Campionati croati: 1
Mladost: 2019-20
- Coppe di Croazia: 3
Mladost: 2015, 2018, 2020
- Regional Rugby Championship: 1
Zagrebački Ragbi Savez: 2018-19